# Gaetano Castrovilli
Gaetano Castrovilli (født 17. februar 1997) er en italiensk professionel fodboldspiller, som spiller for Serie A-klubben Lazio og Italiens landshold.

## Klubkarriere

### Bari
Castrovilli begyndte sin karriere hos Bari, hvor han gjorde sin professionelle debut i 2015.

### Fiorentina

#### Skifte og leje
Castrovilli skiftede i januar 2017 til Fiorentina. Han spillede først med ungdomsholdet, før han i juli af samme år blev sendt på en to sæsoner lang lejeaftale til Serie B-klubben Cremonese.

#### Førsteholdsdebut
Castrovilli debuterede for Fiorentinas førstehold i 2019-20 sæsonen, hvor han etablerede sig som fast mand for La Viola. Han spillede mere end 100 kampe for klubben over de næste fire sæsoner.

### Lazio
Castrovilli skiftede i juli 2024 til Lazio.

## Landsholdskarriere

### Ungdomslandshold
Castrovilli har repræsenteret Italien på flere ungdomsniveauer.

### Seniorlandshold
Castrovilli debuterede for Italiens landshold den 15. november 2019. Han var del af Italiens trup som vandt europamesterskabet i 2020.

## Titler
Italien
- Europamesterskabet: 1 (2020)